# توماس هولم (مغني)
توماس هولم (بالدنماركية: Thomas Holm)‏ هو مغني وكاتب أغاني دنماركي، ولد في 1978 في Kjellerup ‏ في الدنمارك.

## وصلات خارجية
- توماس هولم على موقع IMDb (الإنجليزية)
- توماس هولم على موقع ميوزك برينز (الإنجليزية)
- توماس هولم على موقع أول ميوزيك (الإنجليزية)
- توماس هولم على موقع ديسكوغز (الإنجليزية)
- توماس هولم على موقع ديسكوغز (الإنجليزية)